# Kensington, Kansas
Kensington är en ort i Smith County i Kansas. Vid 2010 års folkräkning hade Kensington 473 invånare.